# Árabe bareinita
O árabe bareinita, também conhecido como árabe bahrani e árabe baharna, é uma variante dialetal do árabe falada na Arábia Oriental, em partes de Omã e principalmente pela população xiita do Barém e em algumas partes da capital Manama.
Como todos as variantes árabes, o árabe bareinita é muito diferente do árabe moderno padrão e, embora seja a variante mais falada no Barém, não possui status oficial, que fica reservada ao árabe formal, utilizado para fins oficiais, educacionais, comerciais e midiáticos, além de desempenhar um papel importante na vida política, pois, de acordo com o artigo 57 da constituição do país, um parlamentar deve ser fluente em árabe padrão para se candidatar ao parlamento local.
O árabe bareinita foi significativamente influenciado pelas antigas línguas aramaica, siríaca e acádia. Muitas palavras do árabe bareinita também foram emprestadas das línguas persa, hindi, turco ou inglês.